# Stephenville Crossing
Stephenville Crossing es un pueblo canadiense situado en la provincia de Terranova y Labrador.

## Superficie
Stephenville Crossing tiene una superficie de 31,07 km².

## Demografía
En 2021, tenía 1634 habitantes, una densidad poblacional de 52,6 hab./km², y 826 viviendas.